# Randka z gwiazdą (film)
Randka z gwiazdą (ang. Starstruck) to amerykański musical z 2010 roku, należący do kanonu Disney Channel Original Movies. Jego premiera odbyła się 14 lutego 2010 na Disney Channel USA, zaś 1 maja film wyemitowano w polskim Disney Channel z wynikiem oglądalności wynoszącym 1,2 miliona widzów, ustanawiając rekord w historii stacji. Został wyreżyserowany przez Michaela Grossmana, a główne role zagrali w nim Sterling Knight i Danielle Campbell. Film przedstawia historię zwykłej, amerykańskiej dziewczyny – Jessiki Olson, która poznaje światowej sławy gwiazdora Christophera Wilde i się z nim zaprzyjaźnia.

## Obsada i bohaterowie
- Sterling Knight jako Christopher Wilde (polski dubbing: Paweł Ciołkosz)[4] – siedemnastoletni piosenkarz, światowej sławy gwiazdor, idol nastolatków. Mieszka w ogromnym domu w Los Angeles wraz z rodzicami, którzy są jego menedżerami, jego najlepszym przyjacielem jest Stubby, a dziewczyną (do chwili zerwania) – Alexis. Dostaje propozycję zagrania w filmie, gdy przypadkowo natrafia na Jessicę, swoją anty fankę, z którą wkrótce się zaprzyjaźnia.

- Danielle Campbell jako Jessica Olson (polski dubbing: Joanna Kudelska)[3] – zwykła, amerykańska nastolatka, mieszkająca z siostrą i rodzicami w Kalamazoo. Jest anty fanką Christophera i nie lubi, gdy Sara się nim zachwyca. Gdy wraz z rodziną jedzie do babci mieszkającej w Los Angeles, przypadkowo go spotyka i wkrótce zaprzyjaźnia.

- Maggie Castle jako Sara Olson (polski dubbing: Monika Pikuła)[3] – siostra Jessiki, olbrzymia fanka Christophera Wilde'a. Wyjazd rodzinny do babci w Los Angeles chce wykorzystać w celach spotkania z idolem.

- Brandon Mychal Smith jako Albert J. "Stubby" Stubbins (polski dubbing: Bartosz Obuchowicz)[3] – kierowca i najlepszy przyjaciel Christophera. Podobnie jak on, jest piosenkarzem, z tym że raperem.

- Chelsea Staub jako Alexis Bender (polski dubbing: Joanna Pach)[5] – początkująca aktorka, i dziewczyna Christophera. Gdy widzi, jak jej chłopak zachwyca się Jessicą, zrywa z nim.

- Dan O'Connor jako Dean Olson (polski dubbing: Marek Robaczewski)[3] – ojciec Jessiki i Sary.

- Beth Littleford jako Barbara Olson (polski dubbing: Anna Gajewska)[3] – matka Jessiki i Sary.

- Alice Hirson jako babcia Olson (polski dubbing: Elżbieta Kijowska)[1] – babcia Jessiki i Sary.

- Matt Winston jako Alan Smith (polski dubbing: Waldemar Barwiński)[1] – reżyser filmowy, który proponuje rolę Christopherowi.

- Toni Trucks jako Libby Lam (polski dubbing: Anna Sztejner)[1] – reporterka programu telewizyjnego Randka z gwiazdą, która zjawia się pod domem Olsonów i na imprezie.

- Abbie Cobb jako AJ (polski dubbing: Beata Wyrąbkiewicz)[1] – przyjaciółka Sary, fanka Christophera.

- Lauren Bowles jako Sherry Wilde (polski dubbing: Agnieszka Kunikowska)[1] – matka i menedżerka Christophera.

- Ron Pearson jako Daniel Wilde (polski dubbing: Artur Kaczmarski)[1] – ojciec i manager Christophera.

- Hugh Dane jako Howard (polski dubbing: Zbigniew Konopka)[1] – partner babci Olson.

- Elena Schneider Jako Anastacia Smith (polski dubbing: Aleksandra Radwan

- Sunkrish Bala jako dr Sanjay Lad (polski dubbing: Wojciech Chorąży)[1] – lekarz, mąż siostry Christophera.

### Wersja polska
- Opracowanie – SDI Media Polska
- Reżyseria – Artur Kaczmarski
- Dialogi – Aleksander Jaworowski i Marta Robaczewska
- Lektor – Andrzej Leszczyński

## Wydanie

### Telewizja
| Państwo           | Stacja                               | Premiera                 | Regionalny tytuł                              |
| ----------------- | ------------------------------------ | ------------------------ | --------------------------------------------- |
| Stany Zjednoczone | Disney Channel                       | 14 lutego 2010           | Starstruck                                    |
| Holandia / Belgia | Disney Channel Benelux               | 26 marca 2010            | Starstruck                                    |
| Latynoska Ameryka | Disney Channel Latynoska Ameryka     | 18 kwietnia 2010         | Starstruck: Mi Novio es una Súper Estrella    |
| Brazylia          | Disney Channel Brazylia              | 23 kwietnia 2010         | Starstruck: Meu Namorado é uma Superestrela   |
| Polska            | Disney Channel Polska                | 1 maja 2010, 3 maja 2010 | Randka z gwiazdą                              |
| Węgry             | Disney Channel Węgry/Czechy/Słowacja | 1 maja 2010, 3 maja 2010 | Starstruck: Randiztam egy sztárral            |
| Czechy            | Disney Channel Węgry/Czechy/Słowacja | 1 maja 2010, 3 maja 2010 | Rande s hvězdou                               |
| Portugalia        | Disney Channel Portugalia            | 1 maja 2010, 3 maja 2010 | Starstruck: O Meu Namorado é uma Superestrela |
| Rumunia           | Disney Channel Rumunia               | 1 maja 2010, 3 maja 2010 | Starstruck: Intâlnire cu un Star              |
| Francja           | Disney Channel Francja               | 4 maja 2010              | Starstruck: Rencontre avec une Star           |
| Niemcy            | Disney Channel Niemcy                | 7 maja 2010              | Starstruck - Der Star, der mich liebte        |
| Wielka Brytania   | Disney Channel UK                    | 14 maja 2010             | Starstruck                                    |
| Hiszpania         | Disney Channel Hiszpania             | 15 maja 2010             | Starstruck                                    |
| Włochy            | Disney Channel Włochy                | 15 maja 2010             | Starstruck: Colpita Da Una Stella             |
| Szwecja           | Disney Channel Skandynawia           | 28 maja 2010             | Starstruck                                    |

### DVD
Wydanie DVD filmu ukaże się już 17 maja 2010 w Wielkiej Brytanii, następnie 19 maja w Hiszpanii, 21 maja w Polsce i 8 czerwca w Stanach Zjednoczonych.

## Ścieżka dźwiękowa
Ścieżka dźwiękowa do filmu została wydana w Stanach Zjednoczonych 9 lutego 2010 roku.

### Lista utworów
| #   | Tytuł                                 | Wykonawca                                      | Czas |
| --- | ------------------------------------- | ---------------------------------------------- | ---- |
| 1.  | "Starstruck"                          | Sterling Knight                                | 2:55 |
| 2.  | "Shades"                              | Sterling Knight featuring Brandon Mychal Smith | 3:03 |
| 3.  | "Hero"                                | Sterling Knight                                | 3:17 |
| 4.  | "Something About the Sunshine" (duet) | Sterling Knight & Anna Margaret                | 3:07 |
| 5.  | "What You Mean to Me"                 | Sterling Knight                                | 4:17 |
| 6.  | "Party Up"                            | Brandon Mychal Smith                           | 3:16 |
| 7.  | "Got to Believe"                      | Sterling Knight                                | 3:20 |
| 8.  | "Hero" (Wersja akustyczna)            | Sterling Knight                                | 2:33 |
| 9.  | "Something About the Sunshine" (solo) | Anna Margaret                                  | 3:06 |
| 10. | "New Boyfriend"                       | Anna Margaret                                  | 3:05 |
| 11. | "Welcome to Hollywood"                | Mitchel Musso                                  | 2:29 |
| 12. | "Make a Movie"                        | Jasmine Sagginario                             | 3:10 |

### Single
- Pierwszym singlem z albumu jest utwór "Party Up" wykonywany przez Brandona Mychala Smitha. 31 grudnia 2009 w ramach maratonu Ostateczna Rozgrywka Gwiazd na Disney Channel w USA odbyła się premiera teledysku do piosenki. Singel znalazł się na #23 miejscu listy Billboard Bubbling Under Hot 100 Singles, co daje mu ogólne miejsce #123 popularność w USA.
- Drugim singlem z albumu jest "Starstruck" wykonywany przez Sterlinga Knighta. 15 stycznia 2010 na Disney Channel został wydany teledysk do utworu. Piosenka znalazła się na #77 miejscu notowania Billboard Hot 100.
- Trzecim singlem z albumu jest "Hero" Sterlinga Knighta. W filmie piosenka pojawia się w dwóch wersjach – zwykłej, nagrywanej przez Christophera w studio, a także akustycznej, śpiewanej przez niego na przyjęciu. Utwór znalazł się na #57 miejscu listy Billboard Hot 100.
- Czwartym singlem z albumu jest "Something About the Sunshine" w wersji wykonywanej w duecie przez Sterlinga Knighta i Annę Margaret. Mimo to teledysk powstał do solowej wersji Margaret, choć pojawił się w nim Knight. Piosenka znalazła się na #81 miejscu listy notowania Billboard Hot 100.

### Notowania
Soundtrack zadebiutował na #98 miejscu listy Billboard 200 ze sprzedażą wynoszącą 8257 kopii. W następnym tygodniu, ze sprzedażą 19 058 egzemplarzy, awansował na pozycję #23. Do dziś sprzedano około 58 tysięcy kopii płyty.
| Notowanie (2010)   | Pozycja |
| ------------------ | ------- |
| U.S. Billboard 200 | 23      |
| U.S. Kid Albums    | 1       |
| U.S. Soundtracks   | 3       |